# Lípa svobody (Nebušice)
Lípa svobody v Nebušicích roste v Praze 6 od roku 1919, kdy byla vysazena na nebušické návsi.

## Historie
Lípa svobody byla vysazena 13. dubna 1919 na připomínku vzniku Československé republiky. Slavnostní vysazení lípy uspořádala místní Jednota Sokolská a zúčastnili se jej občané Nebušic i okolních obcí. Slavnost byla zahájena národní hymnou, poté následoval přednes básně „Lípa Svobody“. O slavnostním aktu kriticky referoval demokratický týdeník „Pražský Kraj“ č. 44.
V následujících letech se konaly k výročí založení republiky slavnosti s průvodem k Lípě a k pomníku Padlým v 1. světové válce. Organizovala je jak Jednota Sokolská tak místní sociální demokraté, kteří zde pořádali Tábory lidu.

## Významné stromy v okolí
- Lípa na náměstí Padlých v Nebušicích